# Jerevans champagne- och vinfabrik
Jerevans champagne- och vinfabrik (armeniska: Երևանի Շամպայն Գինիների Գործարան, Yerevani Shampayn Ginineri Gortsaran), också kallad Armchampagne, är ett armeniskt företag som tillverkar vin, armenisk champagne, vodka  och konjak. 
Jerevans champagne- och vinfabrik började sin verksamhet med produktion av söta viner. Från 1954 producerar det också mousserande vin. Det omvandlades till ett aktiebolag och privatiserades 1995. 